# Bassaniodes graecus
Bassaniodes graecus es una especie de araña cangrejo del género Bassaniodes, familia Thomisidae. Fue descrita científicamente por C. L. Koch en 1837.

## Distribución
Esta especie se encuentra en Italia, Balcanes, Grecia, Ucrania, Rusia (Europa), Turquía, Israel e Irak.